# Формула 1 — сезона 2001
52. сезона Формуле 1 је одржана 2001. године од 4. марта до 14. октобра. Вожено је 17 трка. Михаел Шумахер је освојио возачку титулу са 58 бодова предности у односу на другопласираног Дејвида Култарда. Победио је на 9 трка, а пет пута је био други. Његов тим Ферари је победио у конструкторској трци. Сезону је обележила и поновна дозвола кориштења система контроле проклизавања (енг. traction control), који је ФИА забранила 1994. године.